# إيدي شاه
إيدي شاه (بالإنجليزية: Eddy Shah)‏ (20 يناير 1944، كامبريدج في المملكة المتحدة)؛ شخصية أعمال وروائي بريطاني.

## روابط خارجية
- إيدي شاه على موقع IMDb (الإنجليزية)
- إيدي شاه على موقع الموسوعة البريطانية (الإنجليزية)
- إيدي شاه على موقع قاعدة بيانات الفيلم (الإنجليزية)